# 錢日科維采
錢日科維采是波蘭的城鎮，位於該國南部，由小波蘭省負責管轄，面積9.99平方公里，2006年人口2,378。第二次世界大戰期間，納粹德國在1939年9月7日至1945年1月17日期間佔領該鎮。

## 外部連結
- Jewish Community in Ciężkowice （页面存档备份，存于） on Virtual Shtetl

49°48′N 20°58′E / 49.800°N 20.967°E